# 고게돈보*
고게돈보*(こげどんぼ*)(1976년 2월 27일-)는 일본의 여성 만화가이자 일러스트레이터이이다. 옛 필명은 고게돈보(コゲどんぼ)이고, 다른 필명으로는 고하루노 고코로(小春こころ)가 있다. 도쿄출신이다.
2012년에도 회사원과 만화가, 일러스트레이터를 계속 겸업하는 손재주 있는 인물이다. 한때는 만화편집자 일도 했었다.
'디지캐럿'의 친부모로 유명하고, 자신이 다룬 피타텐과 꼬마여신 카린 등의 오리지널 작품은 애니메이션화가 되었다. 토리야마 아키라의 팬이며, 이색적인 펜 네임은 토리야마가 기르고 있던 고양이 '코게'에서 유래하고 있다.

## 작풍
디지캐럿의 이미지때문에 오타쿠계라고 생각되는 경우가 많지만, 현재는 중학생을 중심으로한 여자 팬들이 눈에 띄며, 모든 연령층에 상관없이 꽤나 넓게 펼쳐져 있다.
기본적으로 사랑스럽고 화려한 도안이며, 한눈에 봐도 밝은 캐릭터를 그리지만, 어두운 면을 포함한 작풍에 특색이 있다. 작품은 디지캐럿과 요키,코토, 키쿠로 대표되는 블랙 단편 개그와, 피타텐과 꼬마여신 카린, 죽은 소녀를 위한 파반으로 대표되는 이른바 어두운 면이 껴있는 중장편작품으로 크게 나누어 두 패턴으로 나눌 수 있다.
'역녀'라 자칭할 정도로 일본사를 좋아해서 , 일본풍의 모티브를 좋아한다 특히 메이지·야마토·쇼와 초기를 무대로하거나, 일본근대사의 요소를 스토리에 포함시킨 작품이 눈에 띈다.

## 약력
- 1990년 - 고교 재학 중에는 '팬 로드' 잡지의 단골 투고자였으며, 투고 엽서의 게재 수는 수험을 앞두고 휴필 선언을 할 때까지 2년간 100매 이상이었다.
- 1996년 - 대학 재학 중에 '코믹폿케'에 '화환둔갑술장'을 첫 투고, 가작 수상. 후에 같은 작품으로 1996년 각켄 코믹 대상을 수상 (코게야마 톤보(苔山とんぼ) 명의) 이 때에 가정용 게임의 캐릭터 디자인 의뢰가 있었던 것 같지만 기획은 없어졌다.
- 1997년 - '진연세미'나 '전격 코믹가오!'에 일러스트나 만화를 게재.
- 1998년 - 게이머즈'의 월간 정보지 '프롬게이머즈'의 4컷만화 캐릭터에서 시작한 〈디지캐럿〉을 통해 현재 인기를 확립했다.
- 2008년 4월 15일 - 펜 네임을 히라가나로 표기해 '*'마크를 붙여서 '코게돈보*'(こげどんぼ*)로 개명한다고 블로그에서 발표. 현재는 새로운 펜 네임으로 작품을 발표하고 있다.
- 2011년 1월 29일 - '월간코믹블레이드'3월호 목차 코멘트에 결혼을 발표. 같은 날 블로그에도 언급했다.

## 인물
- 친가는 클리닝업. 만화가, 일러스트레이터의 길은 부모님이 때리거나, 소재를 버리거나, 집에서 쫓아내는 등 거세게 반대하셨지만, 계속 밀고나간 결과, 받아들이게 되었다는 것을 보아 강한 의지의 소유자.
- 같은 브로콜리에서 일을 하고 있는 카난은 중학교시대의 동급생으로 같은 부였다.
- 대학 때에는 수의학을 전공하고 합기도부에 소속해 있었다.
- 취미는 오셀로와 여행 등 다수. 호쇼류를 배워 발표회 등에도 나갔었다. 과거에는 피아노, 현재는 바이올린을 배우고 있다.
- 자타 모두 인정한 상당한 오타쿠이며, 주변 사람들이 의심했던 적도 있다. 동인작가시대에는 전연령계의 개그를 중심으로 집필. 소재는 '동급생2', '투하트'라는 미소녀 게임 외에 '드래곤 퀘스트 II 악령의 신들', '가디언 히로즈' 등의 다소 광적인 것도 취급해서 특히 그런 동인계의 마이너 장르에 열중했다.
- 브로콜리의 키타니 타카아키(당시 회장)은 이벤트나 강연회의 석상에서 자주 "자신이 동인지 즉매회에 참가하고 있었던 그녀를 발굴해냈다." 혹은 "브로콜리 사내에서 자신 다음으로 급료를 많이 받고 있는 사람은 고게돈보다"라는 취지의 발언을 하고있었다. 본인은 이것에 대해 "'디지캐럿'은 모에 요소를 조합해서 만든 것이, 우연히 시류에 올라서 딱 맞아 떨어진 것뿐이므로 자신은 아직도 신출내기인 그림쟁이 만화가"라는 취지의 겸허한 발언을 한다. 또 "'피타텐'은 브로콜리나 미디어 윅스의 이해와 지지가 없었으면 출세하지 않았다"라는 발언도 하고 있다.
- '갤럭시 엔젤'의 '밀피유 사쿠라바', '란파 프란보와즈', '포르테 슈토렌'과 같은 문엔젤대 제복의 색설정은 그녀가 다뤘다. 또 '민트 브라민슈'와 '바닐라 H'는 그녀가 설정한 것을 바탕으로 두 캐릭터 사이에 컬러를 교체 사용했다.
- '피타텐'의 히로인 미샤를 연기했던 성우 타무라 유카리와 생일과 혈액형이 같다.
- FC2블로그에 취미로 공유 템플릿을 제공하며 니코니코동화에 이름을 숨기지 않고 하츠네 미쿠의 패러디인 카즈네 미쿠(하츠네는 여자이지만 이쪽은 꼬마여신 카린의 쿠죠 카즈네를 바탕으로 하고 있기 때문에 남자(여장)이다.)의 일러스트 제작 공정 동영상이나 오리지널 캐릭터인 두근두근☆타마땅의 프로모션 영상을 투고하고있다.
  - 타마땅의 보컬은 성우인 사이토 모모코 원래는 미야가와 타케시의 피규어용 오리지널 캐릭터로 꼬마여신 카린의 캐릭터 니시키오리 미치루의 후의 외동딸. 본명은 불명.
- '월간 코믹 블레이드'에서 2008년 9월호부터 연재한 죽은 소녀를 위한 파반에서는 연재 전 예고 단계에서 캐릭터를 공표하고 이례적으로 연재 이전에 인기투표를 실시했다.

## 작품

### 디지캐럿
다수이기 때문에 디지캐럿 문항을 참조.

### 만화
- 피타텐 (미디어윅스/삼양출판사출판, 월간전격코믹가오!연재, 코믹스 전8권)
- 꼬마여신 카린 (코단샤/학산문화사출판, 나카요시연재, 코믹스 전7권)
- 꼬마여신 카린 chu (코단샤출판/학산문화사발매예정[1], 나카요시연재, 코믹스 전7권)
- 코이히메이야기 (미디어윅스/삼양출판사출판, 월간전격코믹가오!연재, 코믹스 전1권)
- 콩콩코콩 (쟈이브출판, 코믹RUSH증간〈코미데지〉연재중,현재 1권발매)
- 죽은 소녀를 위한 파반(월간코믹블래이드연재중,현재 3권발매)
- 두근두근! 타마땅 (코단샤출판, 나카요시연재)

### 코게야마 톤보 명의
- 화환둔갑술장(학습연구사출판, 코믹1997년 1월호, 제8회학연 코믹 대상 입선 작품으로서 게재)

### 코하루노 코코로 명의
- 스모왕 (부로☆코미 연재, 코믹스 전1권)
- 유키,코토,키쿠. (코믹 디지캐럿 연재 코믹스 전1권)

### 화집
- 디지캐럿 화집 CHOCOLA (브로콜리)
- 디지캐럿 화집 CHOCOLA2000 (브로콜리)
- 디지캐럿 화집 CHOCOLA2001 (브로콜리)
- 디지캐럿 화집 CHOCOLA2002 (브로콜리)
- 디지캐럿 화집 CHOCOLA2003 (브로콜리)
- 디지캐럿 화집 CHOCOLA2004 (브로콜리)
- 디지캐럿화집 CHOCOLA2008 (브로콜리)
- 코게돈보 화집 CHOCOLA SELECTION (브로콜리)
- 코게돈보 화집 피타텐 (미디어 윅스)
- 비타텐 포스트 카드 화집 (미디어 윅스)

### 애니메이션
- 작은 눈의 요정 슈가 (캐릭터 원안)

### 게임
- 아쿠에리언에이지 (브로콜리, 카드 일러스트 담당)
- 프린세스 콘체르트 (브로콜리,캐릭터 디자인,원화담당)
- Pia캐럿에 어서오세요!! G.O. ~그랜드 오픈~ (칵테일 소프트, 제복 디자인 담당)

## 어시스턴트
- 하루마키 쵸리이[깨진 링크(과거 내용 찾기)] - 전 어시스턴트. 《홋케미린의 날》（코믹 디지캐럿연재）
- 코다카 나오 - 전 어시스턴트. 코단샤의 잡지 나카요시에서 활동중.
- 미시바 모토 보관됨 2008-12-20 - 웨이백 머신
- 오료우 아야
- 유즈타니 라쿠나
- 니지카이! 블로그 - 현 어시스턴트들의 합동 동인 활동용 서클

## 동인활동
- '코게코게하우스'(こげこげはうす)라는 동인 서클을 주재하고 있다. 프로 만화가, 일러스트레이터의 일이 매우 바빠져서 2002년 여름 코믹 마켓 63(당시 표기:코게코게HOUSE)에서 잠시 휴지했지만 후의 204년 겨울 코믹 마켓 67부터 동인 활동을 재개, 다음 해 2005년 겨울 코믹 마켓 69부터 위탁판매로 참가하고있다. 2006년 여름 코믹 마켓 70에서 현재의 서클명으로 개칭, 71에서는 갸루게에서 창작소녀 카테코리로 옮겨 현재에 이른다. 이전에는 코믹레볼루션, 코미티아에도 참가했던 적이 있다. 동일본대지진의 피해자를 지원하기 위해 만화가와 공동으로 동일본 대지진 자선동인회 'pray for Japan'에서 집필한다.[2]